# Lepenica (župa)
Lepenica je bila politička župa u ranosrednjovjekovnoj oblasti Bosni. Nalazila se zapadno od političke župe Vrhbosne.

## Povijest
Lepenica je bila stara bosanska županija, srednjovjekovna upravno-teritorijalna jedinica Banovine, a poslije Kraljevine Bosne, sa središtem u Kiseljaku. Prvi se put spominje 1244. u ispravi hrvatsko-ugarskog kralja Bele IV. Lepenička županija obuhvaćala je kraj oko rijeke Lepenice između današnjega Sarajeva i Kreševa. Godine 1463. Osmanlije su osvojili to područje i priključili ga sandžaku Bosna, odnosno Bosanskomu pašaluku. U njihovu posjedu bivša bosanska županija bila je sve do 1878. Na brdu Gradac (oko 25 km od Sarajeva), koje je bilo naseljeno već u prapovijesti, bilo je u rimsko doba Silvanovo svetište, a u V. st. ono je bilo pretvoreno u utvrdu, u čijem je uglu bila sagrađena starokršćanska bazilika.